# Still GmbH
Die Still GmbH (Eigenschreibweise STILL) – bis 1960 „SE Fahrzeugwerke GmbH“ – mit Hauptsitz in Hamburg-Billbrook ist ein Hersteller von Gabelstaplern, Lagertechnikgeräten und Intralogistiksystemen, der sich selbst als  Komplettanbieter innerbetrieblichen Logistik bezeichnet. Still ist Teil der Kion-Gruppe.

## Geschichte

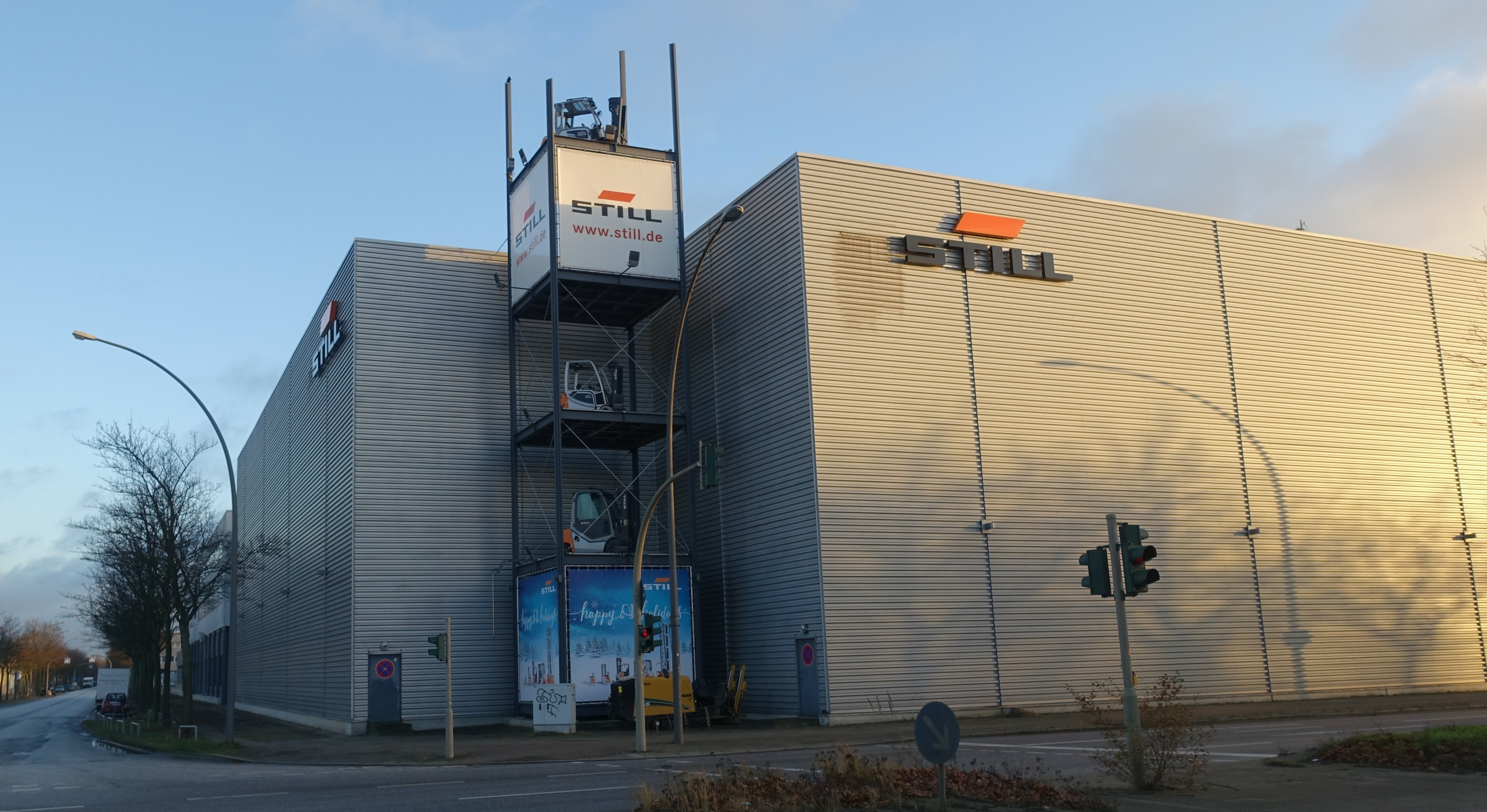
Firma Still in Hamburg-Billbrook 2021

Das Unternehmen wurde 1920 von Hans Still gegründet, ursprünglich als Reparaturanbieter von Elektromotoren. Hans Still erkannte schnell den steigenden Bedarf mobiler Elektrogeräte. 1921 brachte er die Lichtstation Matador, ein Stromaggregat, auf den Markt. 1924 folgten tragbare Stromerzeuger. Ab 1941 wurden die ersten Zwangsarbeiter eingesetzt. In den Jahren nach dem Zweiten Weltkrieg war Hans Still mit seinem ersten Elektrokarren EK 2000 und dem Dreirad-Schlepper Muli Mobil erfolgreich, 1949 folgte der erste Elektro-Gabelstapler. Nach Hans Stills Unfalltod 1952 wurde die Firma von Varta aus der Quandt-Gruppe übernommen.
Ab 1961 expandierte Still ins Ausland – zunächst nach Frankreich, in die Schweiz, die Niederlande und Italien, später auch nach Ungarn, Polen und Tschechien. Im Jahr 1968 schloss sich das Unternehmen mit der Maschinenfabrik Esslingen zusammen, bevor es 1973 von dem Industriegasekonzern Linde übernommen wurde.
Als Linde-Tochter übernahm Still 1989 die Firma Saxby aus Montataire in Frankreich und 1997 Wagner aus Reutlingen sowie 2001 einen Hersteller in Brasilien und 2004 Stocka in Schweden.
Im September 2006 wurde Still als Teil des Bereichs Linde Material Handling aus dem Linde-Konzern in die neu geschaffene Kion-Gruppe ausgegliedert; diese wurde im November 2006 an ein Konsortium der Finanzunternehmen Kohlberg Kravis Roberts & Co. (KKR) und Goldman Sachs verkauft. Im Juni 2013 ging Kion an die Börse; später zogen sich KKR und GS Capital Partners vollständig zurück.
Seit der Jahrtausendwende positioniert sich Still zunehmend als Anbieter für innerbetriebliche Logistik und Lagerprozesse und baut seine Produktpalette im Bereich der Intralogistikberatung aus.

## Produkte

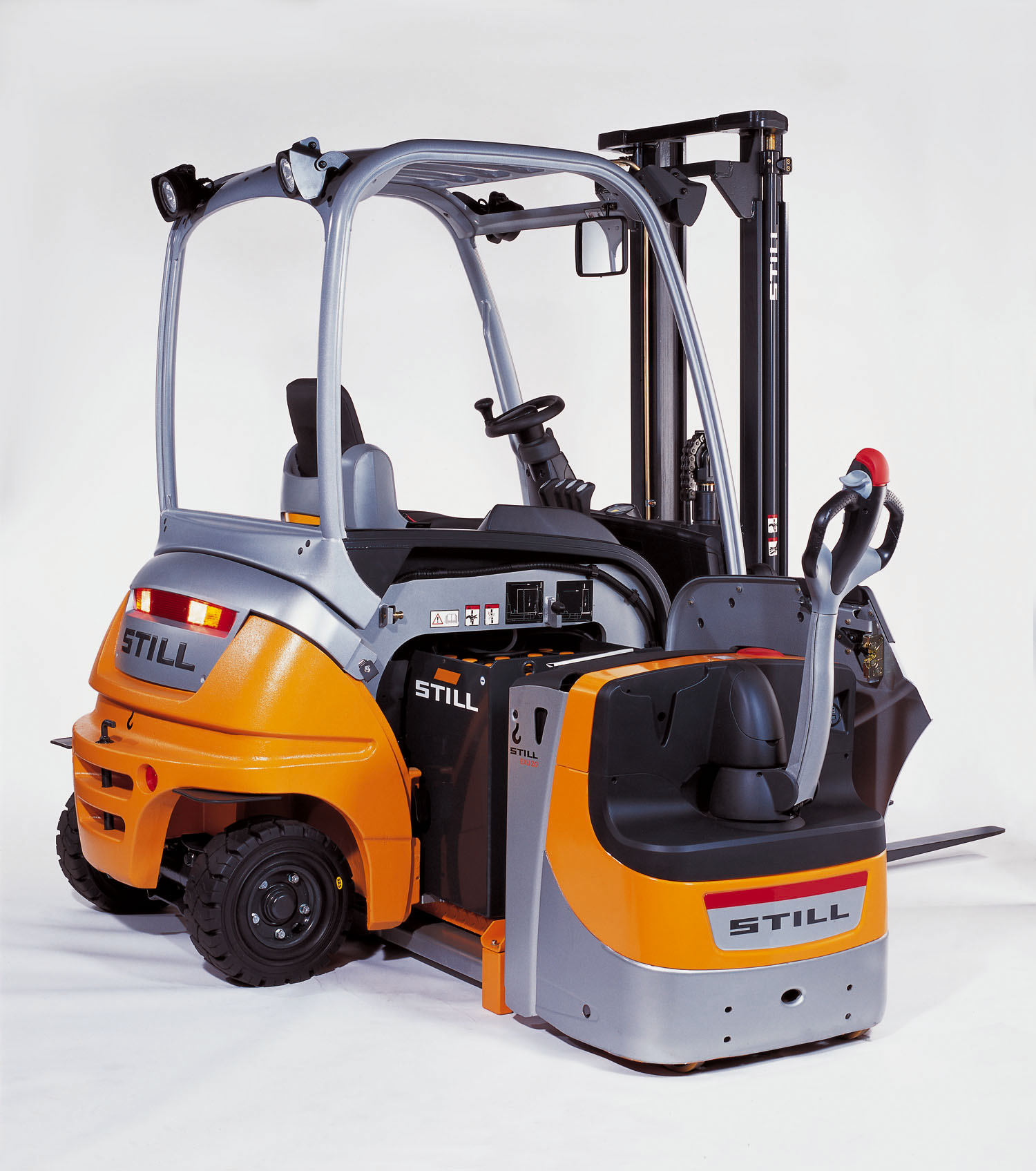
Elektrostapler von Still mit seitlichem Batteriewechsel

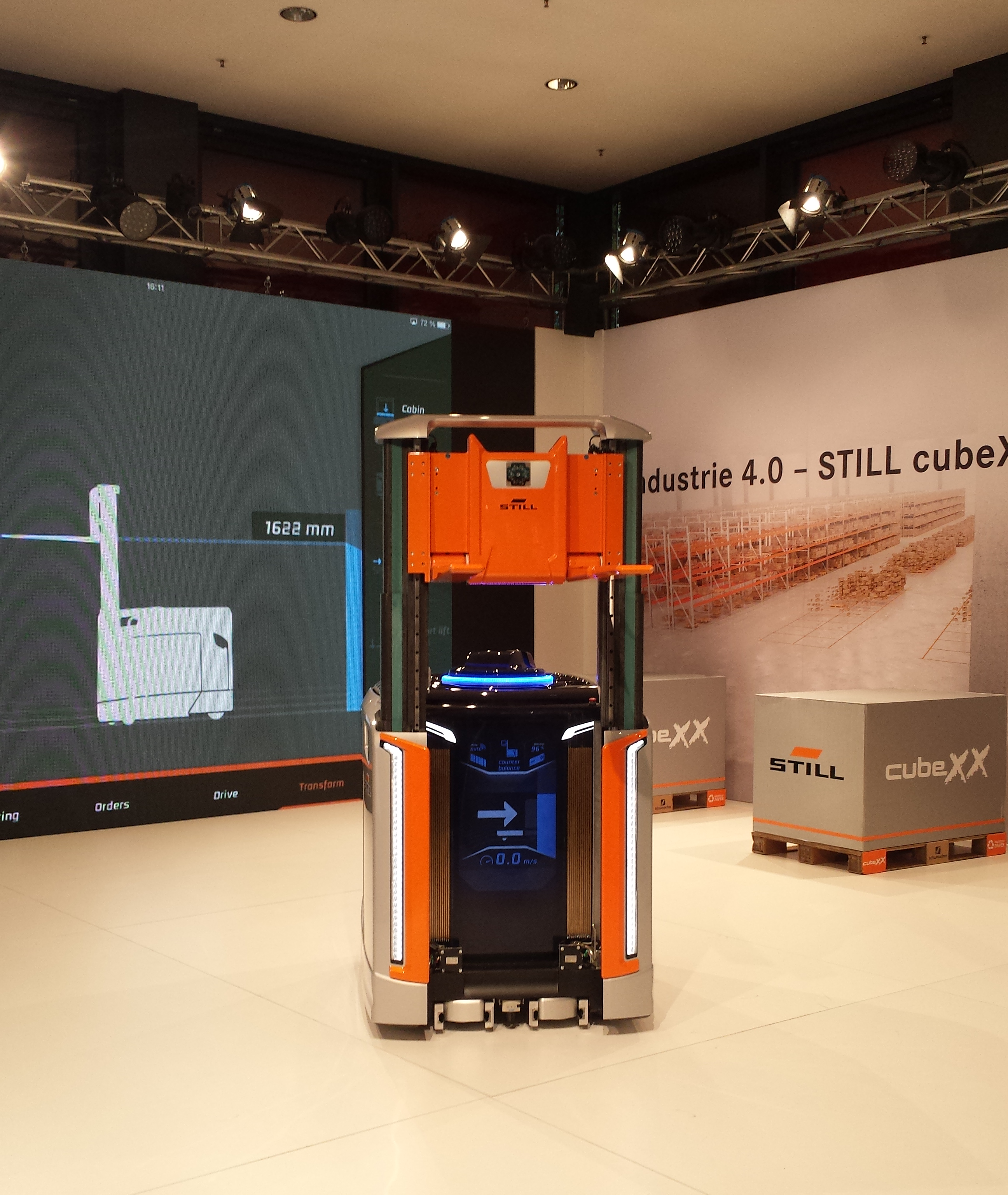
Still cubeXX, Konzept eines multifunktionalen autonomen Staplers und Flurförderers

Das Still-Portfolio umfasst Gabelstapler und Lagertechnikgeräte, Intralogistiksysteme für effiziente innerbetriebliche Logistik- und Lagerprozesse, Servicedienstleistungen sowie spezialisierte Beratungsleistungen.
- Gabelstapler und Lagertechnik: Still ist Produzent von Elektrostaplern, die Lasten von 1,0 bis 8,0 Tonnen heben können, sowie Gabelstaplern mit Verbrennungsmotoren mit einer Tragfähigkeit von 1,6 bis 8 Tonnen in Diesel- oder Flüssiggasausführung. Daneben gibt es Fahrzeuge mit Brennstoffzellenantrieb sowie hybride Ausführungen (Verbrennungsmotor und Elektromotor). 2019 präsentierte Still den ersten E-Stapler (RX 60), der laut unabhängigen Tests genau so leistungsstark ist, wie ein vergleichbarer Stapler mit Verbrennungsmotor.[10] Außerdem bietet Still Lagertechnikfahrzeuge an, z. B. elektrische Hubwagen, Kommissionierer, Schlepper und Routenzüge für die effiziente Lager- und Produktionsversorgung. Alle Fahrzeuge und Geräte werden durch digitale Steuerungs-, Sicherheits- und Assistenzsysteme unterstützt. Neben dem Neukauf bietet Still auch Gebrauchtmodelle sowie Mietoptionen an. Auch Finanzierungen sind möglich.[11]

- Intralogistiksysteme: Ein zweites Produktsegment von Still sind Intralogistiksysteme, wie Regalsysteme (angefangen bei statischen Regalsystemen wie Paletten-, Einfahr- oder Kragarmregalen über dynamische Regalsysteme, z. B. Durchlauf- und verfahrbare Regale, bis hin zu Bühnenanlagen)  und Bühnenanlagen, Materialfluss- und Flottenmanagementsysteme. Zusammen mit dem Schwesterunternehmen Dematic bietet Still zudem vollautomatisierte Logistikprozesse an.

- Produkt-Services: Ergänzend werden Servicedienstleistungen und -verträge rund um die Fahrzeuge angeboten, die deren Verfügbarkeit und Einsatzbereitschaft sicherstellen.

- Intralogistikberatung: Seit 2017 bietet Still zudem Intralogistik-Beratung als Dienstleistung für mittelständische und internationale Kunden an. Hierbei werden logistische Gesamtlösungen nach individuellen Parametern maßgefertigt.[12]

## Mitarbeiter und Standorte
Still ist in 73 Ländern weltweit vertreten und beschäftigt rund 8.900 Mitarbeiter. Das Händlernetz umfasst knapp 240 Händler.

Deutschland:
- Firmenzentrale in Hamburg
- 14 Haupt- und Niederlassungen
- 966 Service-Stützpunkte

International:
- 22 Auslandsgesellschaften und 246 Händler weltweit
- über 3.500 Service-Stützpunkte

Produktionsstandorte:
- Deutschland: Hamburg, Reutlingen
- Brasilien: Indaiatuba, São Paulo
- Italien: Luzzara
- China: Xiamen
- Frankreich: Châtellerault